# Gominolas gritonas

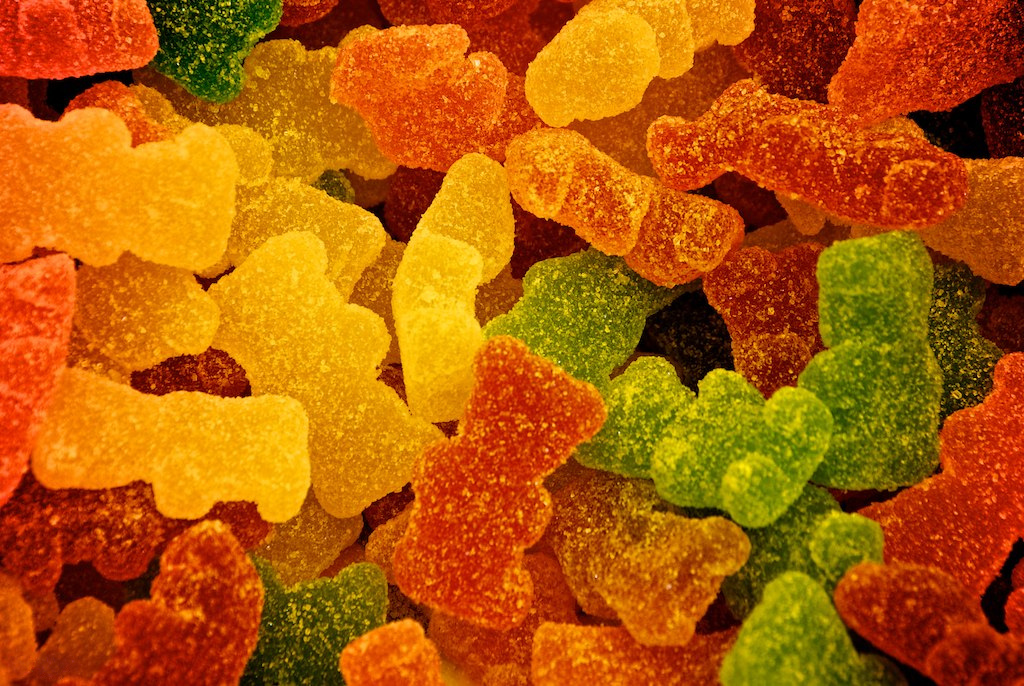
Las gominolas están hechas de azúcar, sirope de glucosa, gelatina, ácido cítrico, colorantes y saborizantes.

El experimento de las gominolas gritonas es una demostración de química básica para escolares. Este experimento sirve para mostrar la cantidad de energía que alberga una gominola o gomilla. Es una práctica de laboratorio que suele realizarse para divulgar la ciencia de forma desenfadada y espectacular.

## Descripción

### Procedimiento
Se calienta una pequeña cantidad de disolución de clorato potásico en un tubo de ensayo y cuando ya esté caliente se introduce una pequeña gominola (si tiene forma de figurita será más apropiada para el efecto del grito). Al ponerse en contacto con la disolución, la gominola se incendia inmediatamente con grandes llamas y emitiendo un silbido agudo a modo de grito producido por la expansión rápida a través del tubo de los gases emitidos. Además el ambiente se llenará de aroma a algodón de azúcar o caramelo quemado.

### Explicación química
El clorato potásico es un oxidante muy fuerte que oxida el azúcar de la gominola instantáneamente. Se produce una reacción muy exotérmica que desprende una grandísima cantidad de calor.